# Kenny Wayne Shepherd
Kenny Wayne Shepherd (Shreveport, 12 giugno 1977) è un chitarrista, cantante e compositore statunitense.
Ha pubblicato diversi album in studio ed ha avuto un notevole successo commerciale come artista blues. A trent'anni dalla sua carriera discografica, Kenny Wayne Shepherd continua a creare rock 'n' roll intriso di blues che definisce il genere. Shepherd ha costruito un curriculum invidiabile come artista di registrazione affermato, un artista dal vivo avvincente e uno dei chitarristi più talentuosi e distintivi della sua generazione. Shepherd ha venduto milioni di album in tutto il mondo, ha ricevuto cinque nomination ai Grammy Awards, due Billboard Music Awards, oltre a due premi Orville H. Gibson, il premio Keeping The Blues Alive della Blues Foundation e due premi Blues Music. Ha avuto sette album blues n. 1 e una serie di singoli rock mainstream n. 1. 

## Discografia
- 1995 - Ledbetter Heights (Giant Records)
- 1998 - Trouble Is... (Revolution)
- 1999 - Live On (RCA Records)
- 2004 - The Place You're In (Reprise Records)
- 2004 - King's Highway (EP) (Reprise Records)
- 2007 - 10 Days Out: Blues from the Backroads (Reprise Records)
- 2010 - Live! in Chicago (Roadrunner Records)
- 2011 - How I Go (Roadrunner Records)
- 2014 - Goin' Home (Concord Bicycle Music)
- 2017 - Lay it On Down (Provogue Records)
- 2019 - The Traveler (Concord Records)
- 2020 - Straight To You Live (Provogue Records)

## The Rides
- 2013 - Can't Get Enough (with Jerry Harrison & Stephen Stills) (429 Records)
- 2016 - Pierced Arrow (with Jerry Harrison & Stephen Stills) (Provogue Records)